# Championnat de France de hockey sur glace 1993-1994
Saison précédente Saison suivante
La saison 1993-1994 est la 73e saison du championnat de France de hockey sur glace du plus haut niveau du championnat qui porte le nom de Nationale 1.

## Nationale 1

### Équipes engagées
| Amiens Angers Anglet Brest Chamonix Dunkerque Gap Grenoble Megève et St-Gervais Morzine Nantes Reims Rouen Villard Viry |

Elles sont au nombre de 16 : 
- Gothiques d'Amiens
- Ducs d'Angers
- Albatros de Brest
- Huskies de Chamonix
- Brûleurs de loups de Grenoble
- Flammes Bleues de Reims
- Dragons de Rouen
- Jets de Viry-Essonne
- Aigles bleus de Gap
- Ours de Villard-de-Lans
- Orques d'Anglet
- Corsaires de Dunkerque
- Boucs de Megève
- Corsaires de Nantes
- Pingouins de Morzine
- Aigles de Saint-Gervais

### Formule de la saison
- Première phase :

Les équipes sont séparés en quatre poules (A à D) de quatre et se rencontrent en aller-retour.
Les 2 meilleures équipes de chaque groupe forment une poule N1A, les autres, forment la poule N1B.
- N1B :

Rencontres en double aller-retour.  Les quatre meilleures équipes forment une poule pour la neuvième place, les autres une poule pour la treizième place.
- N1A :

Rencontres en double aller-retour. Les quatre meilleures équipes forment la poule finale. Les quatre autres forment une poule pour la cinquième place.
- Poule finale :

Les équipes se rencontrent en aller-retour puis s'affrontent en série éliminatoire. 
- Série éliminatoire

Elle se joue au meilleur des 3 matchs et le 1er du classement de la poule finale rencontre le 4e, le 2e rencontre le 3e lors des demi-finale.

### Résultats

#### Première phase

##### Groupe A
|                      | Pts | V | N | D | BP | BC | Diff |
| -------------------- | --- | - | - | - | -- | -- | ---- |
| Dragons de Rouen     | 12  | 6 | 0 | 0 | 78 | 12 | +66  |
| Ducs d'Angers        | 8   | 3 | 0 | 3 | 36 | 20 | +16  |
| Pingouins de Morzine | 4   | 2 | 0 | 4 | 16 | 55 | -39  |
| Saint-Gervais        | 0   | 0 | 0 | 6 | 9  | 52 | -41  |

##### Groupe B
|                         | Pts | V | N | D | BP | BC | Diff |
| ----------------------- | --- | - | - | - | -- | -- | ---- |
| Huskies de Chamonix     | 12  | 6 | 0 | 0 | 39 | 13 | 26   |
| Rapaces de Gap          | 6   | 3 | 0 | 3 | 25 | 33 | -8   |
| Orques d'Anglet         | 4   | 2 | 0 | 4 | 31 | 33 | -2   |
| Ours de Villard-de-Lans | 2   | 1 | 0 | 5 | 29 | 47 | -18  |

##### Groupe C
|                        | Pts | V | N | D | BP | BC | Diff |
| ---------------------- | --- | - | - | - | -- | -- | ---- |
| Gothiques d'Amiens     | 12  | 6 | 0 | 0 | 64 | 14 | +50  |
| Jets de Viry-Essonne   | 6   | 3 | 0 | 3 | 34 | 37 | -3   |
| Corsaires de Nantes    | 6   | 3 | 0 | 3 | 21 | 39 | -18  |
| Corsaires de Dunkerque | 0   | 0 | 0 | 6 | 15 | 44 | -29  |

##### Groupe D
|                               | Pts | V | N | D | BP | BC | Diff |
| ----------------------------- | --- | - | - | - | -- | -- | ---- |
| Brûleurs de loups de Grenoble | 8   | 4 | 0 | 2 | 28 | 20 | +8   |
| Albatros de Brest             | 7   | 3 | 1 | 2 | 23 | 22 | +1   |
| Flammes Bleues de Reims       | 7   | 3 | 1 | 2 | 30 | 18 | +12  |
| Boucs de Megève               | 2   | 1 | 0 | 5 | 12 | 33 | -21  |

#### N1B

##### Saison régulière
|                         | Pts | V  | N | D  | BP  | BC | Diff |
| ----------------------- | --- | -- | - | -- | --- | -- | ---- |
| Flammes Bleues de Reims | 27  | 13 | 1 | 0  | 130 | 36 | +94  |
| Ours de Villard-de-Lans | 19  | 9  | 1 | 4  | 69  | 62 | +7   |
| Orques d'Anglet         | 18  | 8  | 2 | 4  | 78  | 65 | +13  |
| Corsaires de Dunkerque  | 18  | 7  | 4 | 3  | 75  | 62 | +13  |
| Boucs de Megève         | 11  | 5  | 1 | 8  | 50  | 83 | -33  |
| Corsaires de Nantes     | 8   | 4  | 0 | 10 | 47  | 78 | -31  |
| Pingouins de Morzine    | 6   | 2  | 2 | 10 | 44  | 71 | -27  |
| Saint-Gervais           | 5   | 2  | 1 | 11 | 43  | 79 | -36  |

#### N1A

##### Saison régulière
|                               | Pts | V  | N | D  | BP  | BC  | Diff |
| ----------------------------- | --- | -- | - | -- | --- | --- | ---- |
| Dragons de Rouen              | 25  | 12 | 1 | 1  | 118 | 36  | +82  |
| Huskies de Chamonix           | 18  | 8  | 2 | 4  | 70  | 47  | +23  |
| Gothiques d'Amiens            | 17  | 8  | 1 | 5  | 86  | 57  | +29  |
| Ducs d'Angers                 | 16  | 7  | 2 | 5  | 69  | 57  | +12  |
| Albatros de Brest             | 14  | 6  | 2 | 6  | 61  | 68  | -7   |
| Brûleurs de loups de Grenoble | 12  | 5  | 2 | 7  | 59  | 74  | -15  |
| Jets de Viry-Essonne          | 8   | 3  | 2 | 9  | 62  | 106 | -44  |
| Rapaces de Gap                | 2   | 1  | 0 | 13 | 46  | 126 | -80  |

##### Série éliminatoire
|  | semi-finale         | semi-finale         |                  |   | finale | finale |
|  | semi-finale         | semi-finale         |                  |   | finale | finale |
|  |                     |                     |                  |   |        |        |
|  |                     |                     |                  |   |        |        |
|  |                     |                     |                  |   |        |        |
|  | Dragons de Rouen    | 3                   |                  |   |        |        |
|  | Dragons de Rouen    | 3                   |                  |   |        |        |
|  | Ducs d'Angers       | 0                   |                  |   |        |        |
|  | Ducs d'Angers       | 0                   | Dragons de Rouen | 2 |        |        |
|  |                     |                     | Dragons de Rouen | 2 |        |        |
|  |                     | Huskies de Chamonix | 0                |   |        |        |
|  | Huskies de Chamonix | Huskies de Chamonix | 0                | 3 |        |        |
|  | Huskies de Chamonix |                     |                  | 3 |        |        |
|  | Gothiques d'Amiens  | 1                   |                  |   |        |        |
|  | Gothiques d'Amiens  | 1                   | 3e place         |   |        |        |
|  |                     |                     |                  |   |        |        |
|  |                     |                     |                  |   |        |        |
|  |                     |                     |                  |   |        |        |
|  | Gothiques d'Amiens  | 1                   |                  |   |        |        |
|  | Gothiques d'Amiens  | 1                   |                  |   |        |        |
|  | Ducs d'Angers       | 0                   |                  |   |        |        |
|  | Ducs d'Angers       | 0                   |                  |   |        |        |

### Bilan de la saison
Classement final : 
|     |                               |
| 1er | Dragons de Rouen              |
| 2e  | Huskies de Chamonix           |
| 3e  | Gothiques d'Amiens            |
| 4e  | Ducs d'Angers                 |
| 5e  | Albatros de Brest             |
| 6e  | Jets de Viry-Essonne          |
| 7e  | Brûleurs de loups de Grenoble |
| 8e  | Rapaces de Gap                |
| 9e  | Flammes Bleues de Reims       |
| 10e | Orques d'Anglet               |
| 11e | Corsaires de Dunkerque        |
| 12e | Ours de Villard-de-Lans       |
| 13e | Boucs de Megève               |
| 14e | Pingouins de Morzine          |
| 15e | Corsaires de Nantes           |
| 16e | Saint-Gervais                 |

Rouen gagne la quatrième coupe Magnus de son histoire.

### Trophées
- Trophée Albert-Hassler : Franck Saunier (Rouen).
- Trophée Charles-Ramsay : Franck Pajonkowski (Rouen), 104 points (50 buts, 54 assists).
- Trophée Jean-Ferrand : Petri Ylönen (Rouen).
- Trophée Jean-Pierre-Graff : Benjamin Agnel et Stéphane Arcangeloni (Grenoble).
- Trophée Raymond-Dewas : Franck Saunier (Rouen).
- Trophée Marcel-Claret : Rouen.

## Division 3

### Classement de la Première Phase

#### Zone Nord
1. Flammes Bleues de Reims II
2. Gothiques d'Amiens II
3. Troyes Hockey Club
4. Lions de Compiègne
5. Corsaires de Dunkerque II
6. Sangliers de Charleville

#### Zone Île-de-France
1. Conflans-Sainte-Honorine
2. Coqs de Courbevoie
3. Jokers de Cergy
4. Renards d'Orléans
5. Pumas de Fontenay
6. Requins d'Argent de Franconville
7. Diables Noirs de Tours II

#### Zone Normandie
1. Loups de Louviers
2. Dragons de Rouen II
3. Léopards de Caen II
4. Vikings de Cherbourg II

#### Zone Bretagne - Pays-de-la-Loire
1. Dogs de Cholet
2. Ducs d'Angers II
3. Albatros de Brest II
4. Cormorans de Rennes
5. Aigles de La Roche-sur-Yon

#### Zone Alpes
1. Diables Rouges de Briançon
2. Éléphants de Chambéry
3. Lynx de Valence
4. Ours de Villard-de-Lans II
5. Vipers de Montpellier
6. Boucaniers de Toulon
7. Castors d'Avignon II
8. Val Vanoise II
9. Renards de Roanne
10. Castors d'Albertville

#### Zone Sud-Ouest
1. Dragons de Poitiers
2. Taureaux de Feu de Limoges
3. etc.

### Classement de la Seconde Phase

#### Zone Nord
1. Dogs de Cholet
2. Conflans-Sainte-Honorine
3. Flammes Bleues de Reims II
4. Loups de Louviers

#### Zone Sud
1. Diables Rouges de Briançon
2. Éléphants de Chambéry
3. Dragons de Poitiers
4. Taureaux de Feu de Limoges

### Carré Final
1. Diables Rouges de Briançon
2. Dogs de Cholet
3. Éléphants de Chambéry
4. Conflans-Sainte-Honorine

Les Diables Rouges de Briançon et les Dogs de Cholet sont qualifiés pour la finale et sont promus en Division 2.

#### Finale
| Équipes                    | 1 | 2 |
| Dogs de Cholet             | 4 | 3 |
| Diables rouges de Briançon | 7 | 9 |

Les Diables rouges de Briançon sont Champions de France de Division 3.